# کرنگی گراد
کرنگی گراد (به صربی: Krnji Grad) یک منطقهٔ مسکونی در صربستان است که در پروکوپلیه واقع شده‌است. کرنگی گراد ۴۷ نفر جمعیت دارد.